# Crosslandia setifolia
Crosslandia setifolia är en halvgräsart som beskrevs av William Vincent Fitzgerald. Crosslandia setifolia ingår i släktet Crosslandia, och familjen halvgräs. Inga underarter finns listade i Catalogue of Life.